# シュルレアリスム革命
『シュルレアリスム革命』（シュルレアリスムかくめい、La Révolution surréaliste）は、1924年にフランスの作家ルイ・アラゴン、アンドレ・ブルトン、ピエール・ナヴィル、バンジャマン・ペレによって創刊されたシュルレアリスム運動の機関誌の一つ。1929年刊行の第12号をもって終刊となったが、5年にわたって自動記述、夢の記述、客観的偶然など、この運動の主なテーマをすべて取り上げた重要な文学・芸術雑誌であり、優美な屍骸の作品やコラージュ、フロッタージュ、デカルコマニーなどシュルレアリスムの技法による作品も掲載された。また、アルチュール・ランボー、ロートレアモン、グザヴィエ・フォルヌレなど、シュルレアリストによって発掘・再評価された作家の作品も紹介された。

## 創刊までの経緯
アラゴン、ブルトンおよびフィリップ・スーポーは、1919年3月に「反文学」の文学雑誌『リテラチュール（文学）』を創刊した。トリスタン・ツァラらも参加したこの雑誌はダダイスムの機関誌として知られることになったが、ブルトンとツァラの対立が運動内部の対立につながり、『リテラチュール』誌はダダイスムと決別し、いったん終刊となった後、1922年3月に第2シリーズとして再刊された。1924年まで刊行された第2シリーズには、すでにこの後シュルレアリスム運動に参加する文学者・芸術家が寄稿していた。
1924年10月、ブルトンの『シュルレアリスム宣言』がシモン・クラのサジテール出版社から刊行された。ブルトンは本書でシュルレアリスムを「口頭、記述、その他のあらゆる方法によって、思考の真の動きを表現しようとする純粋な心的オートマティスム。理性による監視をすべて排除し、美的・道徳的なすべての先入見から離れた、思考の書き取り」と定義し、伝統的な文学において表現されることのなかった無意識の探求を目指し、特に夢の記述、催眠状態における自動記述などを試みた。ただし、自動記述の試みはすでに1919年にブルトンとスーポーによって行われ、その成果が同年10月から12月まで『リテラチュール』誌に発表され、翌1920年に『磁場（Les Champs magnétiques）』としてシュルレアリスム専門の出版社オ・サン・パレイユ（「同じ意味で」の意）から刊行されていた。シュルレアリスムにおける自動記述はジークムント・フロイトの影響によるものであるが、『シュルレアリスム革命』誌には「夢」と題するコラムがあり、毎回、複数の作家による夢の記述が掲載されるほか、1927年刊行の第9・10合併号のテーマは「自動記述」であり、同年に発表され、フランス語に翻訳されたフロイトの「素人分析の問題」も『新フランス評論』誌から転載されている。

## 雑誌の概要
『シュルレアリスム革命』誌はアラゴン、ブルトン、ナヴィル、ペレによって1924年に創刊され、第4号まではナヴィルとペレが共同で編集し、第5号からはブルトンが編集長を務めた。創刊号の発行日は1924年12月1日で、出版社はガリマール書店である（現ガリマール出版社は1919年から1961年まで「ガリマール書店」という名称であった）。創刊号の表紙には、この「革命」がフランス革命に匹敵するほどの大革命であるという意味で、「新たな人権宣言に漕ぎつけなければならない」と書かれている。また、参加者の一人マン・レイによる表紙の写真は、この運動に参加した文学者・芸術家全員の集合写真と、自動記述や催眠実験の様子を写した写真を組み合わせたものであり、さらに、刊行の趣意を、「シュルレアリスムは何らかの主義を提唱するものではない。現在、この運動の基盤となっている思想があるとしても、それは今後の運動の発展を予測させるものではない。したがって、この創刊号は、決定的な新事実を提示するものではない。本誌では自動記述、夢の語りなどによって得られた結果を紹介するが、調査、実験、作業の結果はまだ何も記録されていない。すべては将来にかかっているのである」としている。
『シュルレアリスム革命』誌の最終号は1929年12月15日付の第12号である。本号にはブルトンの「シュルレアリスム第二宣言」が掲載された。第二宣言をもって運動は第二段階に入るが、運動内部での方針の不一致や対立により、一部の参加者がこの時点までに脱会するか、またはブルトンによって除名される一方、ルネ・シャール、ジョルジュ・サドゥール、ジャック・リゴー、フランシス・ピカビア、さらにルイス・ブニュエル、サルバドール・ダリ、ルネ・マグリット、カミーユ・ゲーマンスらスペインやベルギーのシュルレアリストが新たに参加した。これらの寄稿者は、最終号をもって最初で最後の寄稿となる（ただし、ピカビアは前号に記事ではなく挿絵を掲載している）。ブニュエルとダリの映画『アンダルシアの犬』の脚本が最初に掲載されたのもこの最終号である。
1924年12月に創刊された後、1925年には季刊誌として1月、4月、7月、10月に刊行されたが（第2号から第5号まで）、翌1926年には3月、6月、12月の3回（第6号から第8号まで）、1927年には10月の1回のみ（ただし第9・10合併号）、その後は1928年3月刊行の第11号、1929年10月刊行の第12号（最終号）と、かなり不定期である。
全12号に共通の内容はシュルレアリスム文学作品（詩と散文）、夢の記述、その他のコラムである。また、以下のように、各号にテーマが設けられている。
- 創刊号（1924年12月）：新たな人権宣言に漕ぎつけなければならない
- 第2号（1925年1月）：20世紀初頭のフランスの芸術
- 第3号（1925年4月）：1925年 - キリスト教時代の終焉
- 第4号（1925年7月）：そして労働との闘い
- 第5号（1925年10月）：報道
- 第6号（1926年3月）：フランス
- 第7号（1926年6月）：最後の改心・転向
- 第8号（1926年12月）：これらの男たち全員に欠けているのは弁証法だ（唯物論）
- 第9・10合併号（1927年10月）：自動記述
- 第11号（1928年3月）：隣の寝室（セクシュアリティ）
- 第12号（1929年10月）：愛にどのような希望を抱いているか（愛）

さらに、これらのテーマや自殺、性行為、宗教などに関する対談（質疑応答）も掲載された。
シュルレアリスムの絵画、写真、素描なども多数掲載された。コラージュ、フロッタージュ、デカルコマニー、デペイズマンなどシュルレアリスムの絵画技法を用いた作品である。表紙には主にマン・レイとマックス・エルンストの作品が掲載された。このほか、ほとんど毎回作品を寄稿した芸術家は、ジョルジョ・デ・キリコ、アンドレ・マッソン、パブロ・ピカソ、ジョアン・ミロである。1926年からはジャン・アルプ、イヴ・タンギーも毎回のように作品を発表した。彼らはまた、記事を寄稿したり、対談に参加したりしている。

## 寄稿者
以下に主な寄稿者を挙げる。優美な屍骸のテクスト・素描作品をはじめとし、文学作品と芸術作品の両方を発表している作家も多い。
文学作品
- ルイ・アラゴン
- アントナン・アルトー
- マクシム・アレクサンドル（フランス語版）
- ジャック・ヴァシェ（フランス語版）
- ジャック・ヴィオ（フランス語版）
- ロジェ・ヴィトラック（フランス語版）
- ポール・エリュアール
- レーモン・クノー
- ルネ・クルヴェル
- カミーユ・ゲーマンス（フランス語版）
- ジョルジュ・サドゥール（フランス語版）
- ルネ・シャール
- エルネスト・ジャンジャンバック（フランス語版）
- フランシス・ジャム
- フィリップ・スーポー
- トリスタン・ツァラ
- ロベール・デスノス
- ジョルジュ・リブモン＝デセーニュ（フランス語版）
- ジョゼフ・デルテイユ（フランス語版）
- ピエール・ナヴィル
- ポール・ヌージェ（フランス語版）
- ジャック・バロン（フランス語版）
- クロード＝アンドレ・ピュジェ（フランス語版）
- マルセル・フーリエ（フランス語版）
- ルイス・ブニュエル
- ピエール・ブラッスール
- アンドレ・ブルトン
- ファニー・ベズノス（フランス語版）
- バンジャマン・ペレ
- ジャック＝アンドレ・ボワファール
- マックス・モリーズ（フランス語版）
- ピエール・ユニック（フランス語版）
- マルコ・リスティッチ（英語版）
- ジャック・リゴー（フランス語版）
- ピエール・ルヴェルディ
- テオドール・レッシング
- ミシェル・レリス

芸術作品
- ジャン・アルプ
- マックス・エルンスト
- ジョルジョ・デ・キリコ
- パウル・クレー
- オスカー・ココシュカ
- サルバドール・ダリ
- イヴ・タンギー
- パブロ・ピカソ
- フランシス・ピカビア
- ジョルジュ・ブラック
- ルネ・マグリット
- ピエール・ド・マッソ（フランス語版）
- アンドレ・マッソン
- ジョルジュ・マルキーヌ（フランス語版）
- ジョアン・ミロ
- マン・レイ
- ピエール・ロワ

発掘・再評価された作家・特別に取り上げられた作家
- パオロ・ウッチェロ
- マルキ・ド・サド
- フェリックス・ジェルジンスキー
- レフ・トロツキー
- グザヴィエ・フォルヌレ
- ジークムント・フロイト
- ヘラクレイトス
- フィリップ・ド・ボーマノワール（フランス語版）
- アルチュール・ランボー
- レーモン・ルーセル
- ウラジーミル・レーニン
- ロートレアモン

## 後続誌と再刊、その意義
シュルレアリスム運動内部の対立の一因は共産主義との関わりであった。1925年7月にリーフ共和国に宣戦布告してモロッコに侵攻すると、アンリ・バルビュスを中心に反戦運動が起こり、9月21日にはシュルレアリストと共産主義者の共同声明「まず革命を、そして常に革命を」がフランス共産党の機関紙『リュマニテ』に掲載され、同年10月の『シュルレアリスム革命』誌第5号に転載された。ブルトンが編集長に就任したのはこの号からである。さらにアラゴン、エリュアール、ブルトン、ペレは1927年に共産党に入党したが、スーポー、ロベール・デスノス、アントナン・アルトーは政党に関わることは拒否した。
こうして、共産主義への傾倒を深めたブルトンらは1929年12月に終刊となった『シュルレアリスム革命』誌の後続誌として、翌1930年7月に『革命に奉仕するシュルレアリスム』誌を創刊するが、本誌は1933年6月の第6号をもって終刊となった。
『シュルレアリスム革命』と『革命に奉仕するシュルレアリスム』は、ジャン＝ミシェル・プラス出版社からそれぞれ1975年と1976年に再刊された。再刊された『シュルレアリスム革命』の冒頭には、1924年から1929年までの5年にわたって、本誌は「シュルレアリスムという、よく知られていながら、未だに謎に包まれたこの運動の主なテーマが溶け合った坩堝であった」と記されている。

## 参考資料
- メリュジーヌ（Mélusine） - パリ第3大学シュルレアリスム研究所（le Centre de Recherches sur le Surréalisme de Paris III）の公式ウェブサイト